# Harsányi Gábor (közgazdász)
Harsányi Gábor (1978–) magyar közgazdász, Év vállalkozója díjazott (2011).
Az egyetemi évek alatt és után több vezetési tanácsadó cégnél dolgozott és szerzett szakmai tapasztalatot. 2004-ben alapította meg a Goodwill Consulting Pályázati Tanácsadó Kft.-t, amely mára már a Goodwill Consulting Fejlesztési Tanácsadó Kft. nevet viseli, és Magyarország vezető pályázatíró vállalkozásának számít. Az évek alatt kiépítette a Goodwill Cégcsoportot, megalapította a társcégeket és a külföldi leányvállalatokat. 

## Tanulmányai
1993–1997 Berzsenyi Dániel Gimnázium, Budapest, speciális matematikai tagozat, 
1997–2002 Budapesti Közgazdaságtudományi Egyetem, vezetés-szervezés szak, okl. közgazdász, 
2002-2004 ELTE, jogi szakokleveles közgazdász tanulmányok

## Pályája
- 2002 – Folyamatfejlesztési tanácsadó – Szinergia Projektmenedzsment Kft.
- 2004 – Megalapítja a Goodwill Consulting Pályázati Tanácsadó Kft.-t (www.gwconsulting.hu), melynek jelenleg is ügyvezetője. A vállalat fő profilja a komplex pályázati szolgáltatás nyújtása. Forprofit és önkormányzati ügyfeleinek a cég működése során már több mint 250 milliárd forint támogatást nyert el. A Budapest Business Journal rangsora vállalkozását az ország vezető pályázatíró cégeként tartja nyilván.
- 2008 – Megalapítja Romániában a Goodwill Consulting GWC Srl.-t (/www.gwconsulting.ro), mely mára Románia legnagyobb pályázatíró társasága.
- 2010 – Megalapítja a Goodwill Consulting bolgár leányvállalatát – GWC Bulgária Ltd. (www.gwconsulting.bg)
- 2010 – Megalapítja Magyarországon a Goodwill Energy Kft.-t www.gwenergy.hu , amely ma már Goodwill Energy Zrt-ként működik.
- 2012 – Megalapítja a sárospataki Harsányi Pincészetet (www.harsanyipinceszet.hu)
- 2013 – Megalapítja Horvátországban a Goodwill Consulting d.o.o vállalatot – GWC Horvátország (www.gwconsulting.hr)
- 2014 – Goodwine Üzleti Borklub megalapítása
- 2017 – A Goodwill Consulting Kft. kiterjeszti tevékenységi körét – már nem csupán pályázati szolgáltatást nyújt, hanem ugyanúgy segít többek között innováció menedzsmentben, hitelekben, energetikai fejlesztésekben, vagy fejlesztéskommunikációban.
- 2020 – A Goodwill Consulting magyarországi irodája 11 ezer sikeres projektet tudhat magáénak, a külföldi leányvállalatokkal együtt pedig 250 milliárd forint támogatást nyertek el ügyfeleik részére.

## Elismerései
Szakmai tevékenységének elismeréseként 2011-ben a Vállalkozók és Munkáltatók Országos Szövetsége által alapított „Év vállalkozója” díjban részesült; 2014-től a VOSZ Kereskedők, Vállalkozók Budapesti Szervezetének alelnöke
Budapest Business Journal (BBJ) Listák könyve: A pályázatíró cégek rangsorában az első helyet foglalja el a Goodwill Consulting Kft. – 2015, 2016, 2017, 2018, 2019 
2015. november 20-án az Eurosolar – Megújuló Energiák Egyesületének Magyar Tagozata -Magyarországi alapításának 20. évfordulójának alkalmából megrendezett jubileumi konferenciájának NAPENERGIA DÍJ átadó ünnepségén, vállalkozása a GoodWill Energy Kft. a "Napenergia felhasználást integráló építészet" kategóriájában elismerő díjat kapott.
A Harsányi Pincészet borai számos díjat nyertek el, többek között:
Harsányi Aszú 2013 – Challenge International du Vin 2017 – aranyérem, Top 100 magyar bor – 8. hely
Hízelgő 2017 – HNT Országos borverseny 2019 – aranyérem, Mundus Vini 2020 – aranyérem, Winelovers Top 100 – 13. hely
Kútpatka Furmint 2017 – Decanter World Wine Awards 2020 – aranyérem (95 pont), HNT Országos borverseny 2019 – ezüstérem
Harsányi Aszú 2016 – Decanter World Wine Awards 2020 – platinum (97 pont), Winelovers Top 100 – 4. hely

## Családja
Szülei dr. Harsányi Ádám Batthyány-Strattmann László díjas kardiológus, egyetemi docens és dr. Pósalaky Gabriella háziorvos, akiktől a borászat szeretetét is örökölte.
Felesége Bodóczi Ildikó közgazdász, szintén a Budapesti Közgazdaságtudományi Egyetemen végzett, saját rendezvényszervező céget működtet, illetve egy rendezvényházat Sárospatakon. Nevéhez kötődik a Vingardium Borfesztivál, amit minden évben megrendeznek, és az első évben 4 ezer résztvevő látogatta meg, azóta pedig egyre nagyobb népszerűségnek örvend. Három gyermekük van.